# مارک برنس (هنرپیشه)
 مارک برنس (انگلیسی: Mark Burns؛ ‏۳۰ مارس ۱۹۳۶ – ۸ مهٔ ۲۰۰۷) بازیگر اهل بریتانیا بود. وی بین سال‌های ۱۹۶۰ تا ۲۰۰۷ میلادی فعالیت می‌کرد.
از فیلم‌ها یا برنامه‌های تلویزیونی که وی در آن نقش داشته است، می‌توان به ماجراهای ژرار، لودویک، مرگ در ونیز، بانوی شرور، بازگشت طولانی و نیروی عظیم اشاره کرد.